# Йолоп (фільм, 1920)
«Йолоп» (англ. The Saphead) — німий художній фільм Вінчела Сміта 1920 року.

## Сюжет
Нік Ван Олстен власник срібної копальні «Генрієтта», дуже багата людина. У нього є син, Берті, дуже наївний і розпещений. І є дочка Розі, яка одружена з тіньовим інвестором Марком. Марк руйнує весільні плани Берті, змушуючи його визнати свою незаконну дочку. Марк так само майже руйнує сімейний бізнес, розпродаючи срібло «Генрієтти» за низькою ціною. Все руйнується і тільки Берті може врятувати ситуацію.

## У ролях
- Бела Букер / Агнес Гейт
- Едвард Коннелі / Масгрейв
- Едвард Джобсон / Мюррей Гілтон
- Едвард Александр / Ватсон Флінт
- Одетт Тейлор / Корнелія Оупдайк
- Керол Голлувей / Роза
- Ірвінг Каммінгс / Марк
- Джек Лівінгстон / Джордж Вайндтрайндт
- Вільям Г. Крейн / Нік Ван Олстен
- Бастер Кітон / Берті
- Альберт Катерін / Хетті
- Генрі Клаус / Валет
- Альфред Голлінгсворд / Гетаувей
- Гелен Гоулт / Рейнолдс
- Джеффрі Вільямс / Гатчінса